# Brighton i360
Der Brighton i360, ursprünglich: British Airways i360, ist ein 162 Meter hoher Aussichtsturm im südenglischen Brighton. Eröffnet wurde der von 2014 bis 2016 erbaute Turm am 4. August 2016. Seine ringförmige und verglaste, nicht drehbare Aussichtsplattform ist vertikal beweglich und wird zwischen Boden und einer Höhe von 138 Metern hinauf- und heruntergefahren. Ein Besuch schließt die Auf- und Abfahrt und einen knapp halbstündigen Aufenthalt in der Höhe ein. Der i360 ist der höchste Aussichtsturm im Vereinigten Königreich und hat nach dem Hochhaus The Shard in London die zweithöchste öffentlich zugängliche Aussichtsplattform des Landes.
Gleichzeitig gehört das Bauwerk mit einem Höhen-Breiten-Verhältnis von mehr als 40 : 1 zu den schlanksten Türmen der Welt und zu den höchsten Aussichtstürmen mit höhenbeweglicher Aussichtsplattform. Ihre außergewöhnliche Gestaltung und Technik wurde durch zahlreiche Preise gewürdigt.

## Geschichte

### Vorgeschichte
Die Idee für einen Aussichtsturm lässt sich bis in die 1960er Jahre zurückverfolgen. In einem auf den 24. März 1964 datierten, allerdings nicht gesendeten Beitrag für die Wochenschau British Pathé werden drei Männer gezeigt, die einen Entwurf für einen strandnah im Meer verankerten, 300 Meter hohen Aussichtsturm besprechen. Der präsentierte Turm steht auf einem L-förmigen, mehrgeschossigen Basishaus, das über einen rund 90 Meter langen Betonpier mit der Uferpromenade verbunden ist. Drei schlanke, sich nicht verjüngende, parallel verlaufende Pfeiler tragen einen schlichten, wenig profilierten, zweigeschossigen, leicht konvexen Turmkorb mit zwei großflächigen und unterbrechungsfreien Fensterbändern. Oberhalb und unterhalb des Turmkorbs verbinden zwei Kegelstümpfe die unterschiedlichen Baukörper miteinander. An den oberen Kegelstumpf schließt auf einer Höhe von etwa 210 Metern ein dünner Mast an, der die Spitze des Bauwerks bildet. Aus einer Architekturdarstellung geht hervor, dass der Standort für den Brighton Tower zwischen dem Brighton Pier und dem heute nur noch in Resten erhaltenen West Pier geplant war, unweit des heutigen Aussichtsturmes. Die Pläne gehen auf eine kanadische Firma mit dem Namen Skydeck International Ltd. aus Toronto zurück. Der Turm, für den drei Aufzüge geplant waren, sollte in seinem Turmkorb auf zwei Besucheretagen bis zu 1000 Menschen Platz bieten sowie Radio- und Fernsehsignale ausstrahlen können. Die Baukosten wurden auf rund 1,5 Millionen Pfund geschätzt, was in Preisen von 2019 etwa 30 Millionen Pfund entspricht. Das Projekt kam zum Erliegen, als sich das Planungsunternehmen und der Rat der Stadt Brighton nicht über die Höhe der jährlich von den Investoren an die Stadt zu entrichtenden Pacht einigen konnten.

### Planungen
2003 schlugen die Architekten David Marks (1953–2017) und Julia Barfield für Brighton eine Touristenattraktion vor – beide hatten Ende der 1990er Jahre das London Eye in London geplant. Tragwerksplaner des i360 war John Roberts, der auch Anteilseigner der Betreibergesellschaft des i360 ist. Nachdem zunächst die Realisierung für 2008 ins Auge gefasst worden war, erlitt das Projekt durch die Finanzkrise ab 2007 einen Rückschlag, sodass erneut über die Finanzierung verhandelt werden musste. Damals ging man noch von einer Turmhöhe von 183 Metern aus.
Nachdem 2012 eine neu gegründete Gesellschaft mit einer Hypothek die Vorfinanzierung gesichert hatte, wurde im März 2014 der gesamte Investitionsumfang genehmigt. Von dem 46 Millionen Pfund großen Budget stammen 36,2 Millionen vom Public Works Loan Board, einer staatlichen Gesellschaft, die öffentlichen Einrichtungen Darlehen aus dem National Loans Fund gewährt.
Die Betreiber gehen von einer jährlichen Besucherzahl von rund 700.000 Menschen aus.

### Kontroverse
Im örtlichen Umfeld von Brighton kam es zu verschiedenen Kampagnen gegen die Vergabe des Darlehens und die Errichtung des Turmes. In Unterschriftenaktionen wurden Stimmen gegen das Vorhaben gesammelt. Sogar einige Architekten, darunter zunächst auch Paul Zara und Paul Nicholson, aber auch Vertreter aus Gesellschaft und Medien unterstützten die Proteste. Allerdings kamen nur einige Hundert Stimmen zusammen. In einer Onlinepetition auf change.org lehnten gerade einmal 1447 Gegner das Vorhaben ab. Paul Zara wandelte sich im Verlauf der Debatte zum Befürworter der Projekts.
Valerie Payton von der Kampagne SaveHOVE sagte, dass sich der Turm „enorm von der Küste abheben würde und seine breite, große und monströse Stahlkonstruktion allgegenwärtig sichtbar sei, sobald man in die Stadt oder sein Umland blicken werde.“ Sie äußerte sich besorgt darüber, dass die Stadt auch dann das Darlehen zurückzahlen müsse, wenn das Projekt scheitern sollte. Selma Montford von der Brighton Society zweifelte die prognostizierten Besucherzahlen an. Bewohner von Brighton, die den Turm missbilligen, bezeichnen ihn als iSore; das englische Wort „eyesore“ bedeutet „unschöner Anblick“ oder auch „Bausünde“.

### Bau
Nachdem im Juni 2014 die Verträge unterzeichnet worden waren, begannen die Gründungsarbeiten am 29. Juli. Ab Februar 2015 stellte man die 13 bis 20 m langen Stahlbetonpfähle für die Fundamente her. Die Stahl- und Glaselemente des Turms wurden in Großbritannien sowie auch in Frankreich und den Niederlanden vorgefertigt. Im Mai 2015 wurde mit der Errichtung des Turms aus Fertigteilen begonnen werden. Das US-amerikanische Unternehmen Jacobs Engineering Group war für die ingenieurtechnische Umsetzung sowie Inspektionsarbeiten und andere Dienstleistung verantwortlich.

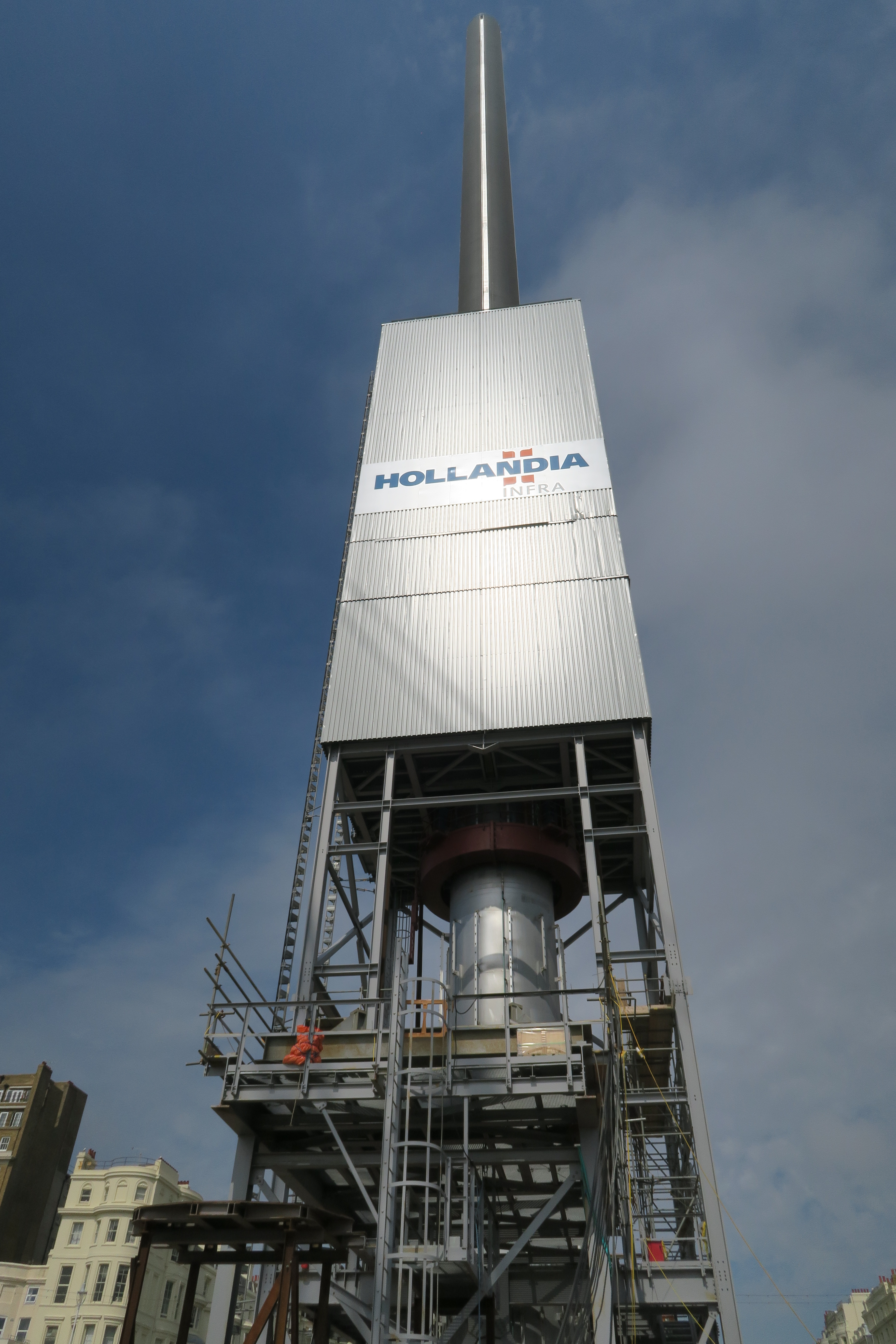
Baufortschritt im August 2015 mit Lehrgerüst

Am 11. Juni 2015 kam der erste von insgesamt zwei Lastkähnen am Strand von Brighton an. Er brachte die in den Niederlanden vorfabrizierten zylindrischen Turmsegmente von Rotterdam über den Seeweg direkt zur Baustelle. Die insgesamt 17 zylindrischen Stahlsegmente waren 4 bis 12 Meter hoch und wurden mithilfe eines fast 100 Meter hohen und 200 Tonnen schweren Gittermastkrans mit Raupenfahrwerk und Derrickausleger aus dem Schiff entladen und an die nur 85 Meter entfernte Turmbaustelle gehievt. Der Frachtkahn brachte auch Lehrgerüstsektionen an das Baugelände. Entlang des Lehrgerüstes als Hilfskonstruktion wuchs der Turm in die Höhe. Die Segmente wurden dabei jeweils unter den bereits zusammengesetzten Rumpf des Turms geschoben, der abschnittsweise mit Hydraulikpressen angehoben wurde. Auf diese Weise wuchs der Turm durch das Einfügen der Segmente von unten.
Zum Einfügen des letzten Segments mussten 980 Tonnen gehoben werden. Die zylindrischen Teile mit einer Masse zwischen 45 und 85 Tonnen wurden mit Hilfe von 1336 Schrauben miteinander verschraubt. Allein die Schrauben (inklusive 72 Haltebolzen) wiegen zusammengenommen 30 Tonnen. Am 23. August 2015 war die vorgesehene Turmhöhe erreicht. Die Montagezeit für die Stahlsäule betrug zehn Wochen. Danach wurde das Lehrgerüst abgebaut.
Im nächsten Arbeitsschritt wurde der Turm mit fünf Millimeter starken, gebogenen Aluminiumpaneelen verkleidet.
Im Januar 2016 brachen fünf Personen in die Baustelle des i360 ein und sprangen als Base Jumper von der Spitze des unfertigen Turms. Daraufhin wurden die Sicherheitsvorkehrungen erhöht. Im Juli 2016 waren alle Bauarbeiten am Turm abgeschlossen.

### Seit Eröffnung
Der Brighton i360 wurde am 4. August 2016 im Beisein von Prince Philip eröffnet. Mit seinen 173 Metern ist er mit Abstand das höchste Bauwerk in der Grafschaft Sussex und neben dem 24-geschossigen und 102 Meter hohen Wohnhochhaus Sussex Heights des schweizerisch-britischen Architekten Richard Seifert aus den 1960er Jahren das zweite über 100 Meter hohe Bauwerk in Brighton. Die Kosten des Bauwerks wurden mit rund 46 Mio. Pfund beziffert. Bereits in den Tagen davor hatten Pressevertreter sowie Vertreter aus Politik und Wirtschaft die Gelegenheit zu einer Turmauffahrt. Das zur Eröffnung anberaumte Feuerwerk musste wegen schlechten Wetters vertagt werden. Am 11. März 2019 konnte der einmillionste Fahrgast begrüßt werden.
Der Brighton i360 macht seit seiner Eröffnung immer wieder Schlagzeilen durch technische Ausfälle. Nachdem bereits im September 2016 über 150 Gäste für zwei Stunden stecken geblieben waren, wiederholten sich ähnliche Vorfälle in den nächsten Monaten.

## Beschreibung

### Lage und Situation

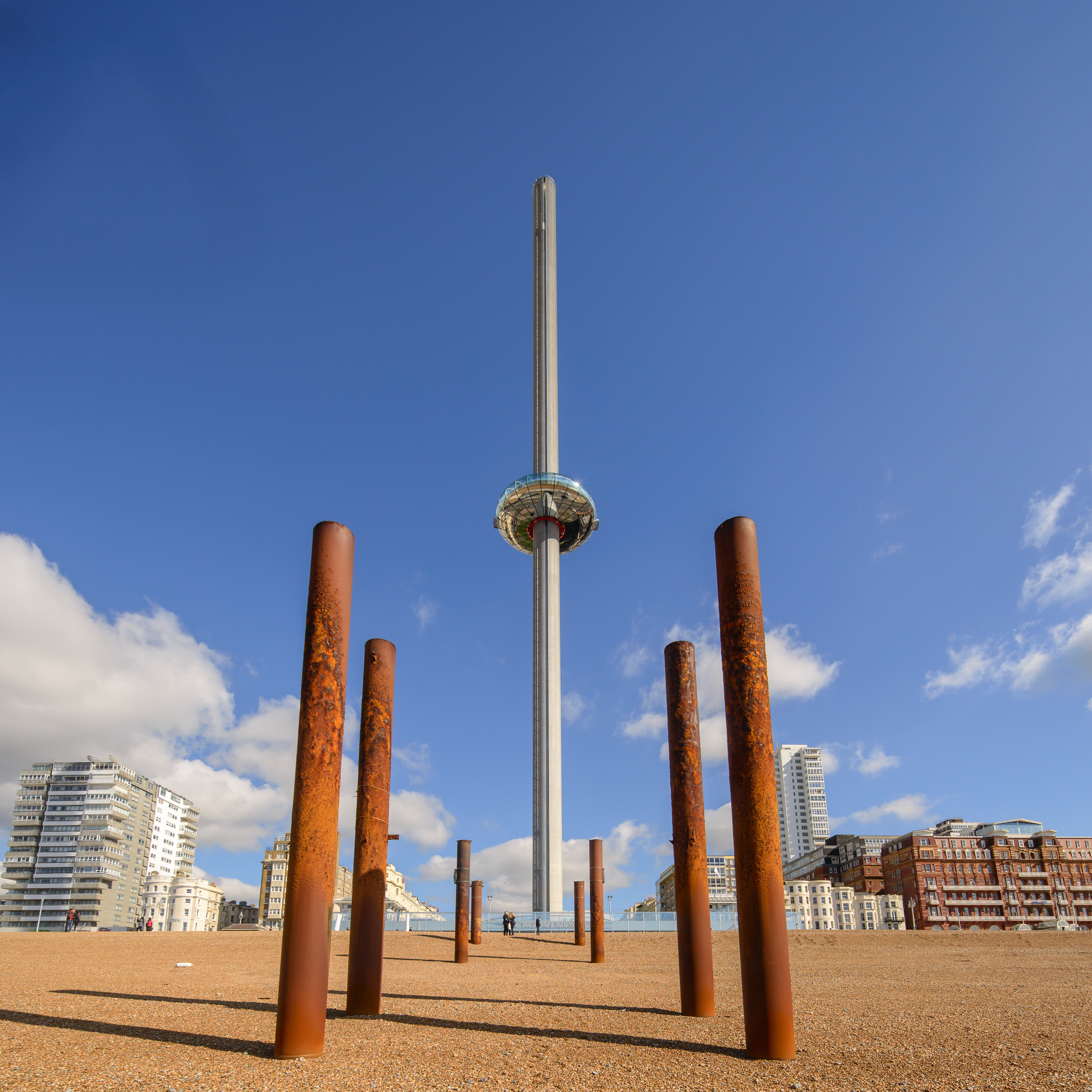
Blick von der Seefront in Richtung i360 und Regency Square

Der Turm steht an der King’s Road unmittelbar am Strand auf Höhe des 1866 errichteten und im Jahr 2003 abgebrannten West Piers. Ein vom Ufer isolierter
Überrest des Tragskeletts des Piers befindet sich einige hundert Meter vorgelagert im Meer. Der Turm stellt eine optische Sichtachse zum gegenüber der King’s Road liegenden Regency Square her und komplettiert die offenen vier Seiten des Platzes. Auch die Höhe des Bauwerks wurde bewusst gewählt. Sie entspricht einerseits der Länge des rechteckigen, 66 Meter breiten Regency Square und ist andererseits die Hälfte der Länge des West Pier. Nordöstlich vom Regency Square befindet sich das Sussex Heights, ein 102 Meter hohes Wohnhochhaus und bis zur Errichtung des i360 das höchste Bauwerk der Stadt Brighton.
Zum Areal des Turmes gehört ein ebener, rechteckiger Platz auf Straßenhöhe. Er ist durch ein Drehkreuz und eine verglaste Wand vom öffentlichen Gehweg abgetrennt und dient als Wartebereich für die Fahrgäste. Die Mitte des Platzes befindet sich eine Vertiefung in der die bewegliche Aussichtskanzel einfährt, um einen ebenerdigen Ein- und Ausstieg zu erreichen. Unterhalb dieses Platzes befinden sich Kasse, ein Souvenirladen und ein Restaurationsbetrieb. Diese untere, der Strandseite zugewandte Ebene ist über seitliche Treppen zu erreichen. Die Kanzel kann sowohl den Wartebereich auf dem Platz wie die Ebene des Souvenirladens anfahren. Der gesamte Bereich der Anlage umfasst eine Fläche von 2037 Quadratmetern.

### Design und Name

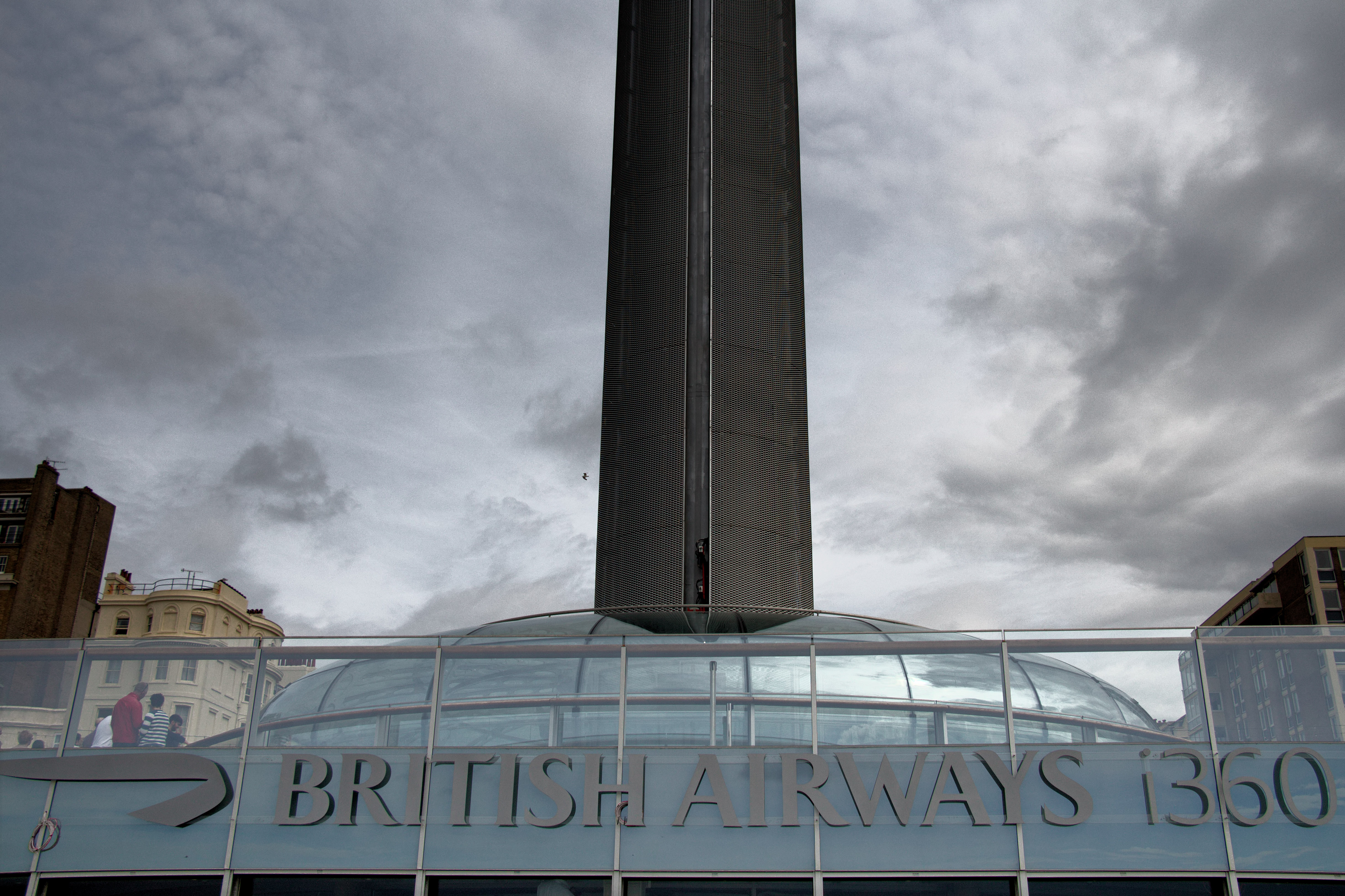
Ursprünglicher Schriftzug und Logo von British Airways i360

Der Entwurf stammt von den Architekten David Marks und Julia Barfield. Die Gestaltung des Turms, insbesondere der Gondel mit der Aussichtsplattform, ähnelt im Stil und der Ästhetik dem ebenfalls von den beiden Architekten entworfenen London Eye. Das „i“ steht laut Architekt Marks für „Intelligenz, Innovation und Integrität“, die Zahl 360 für den Winkel des Rundumblicks. Die Architekten verstehen das Design des i360 als moderne Interpretation der Gestaltung englischer Seebäder des Viktorianischen Zeitalters.
Als Name war ursprünglich Brighton i360 vorgesehen,
er wurde aber auf den Namen des Sponsors, der Fluglinie British Airways, abgeändert. Abgesehen vom Namen trugen auch etliche Gegenstände und Objekte die Marke von British Airways, beispielsweise die Liegestühle und Sonnenschirme sowie die Kleidung der Hostessen, welche die Turmauffahrt begleiten.
Im Jahr 2022 ging das Namensrecht des Turm von British Airways auf die Stadt Brighton über, so dass der Turm seither nun doch wie ursprünglich geplant Brighton i360 heißt.

### Architektur und Technik
Der Brighton i360 besteht aus einem schlanken Stahlschaft, der insgesamt 161,75 Meter in die Höhe ragt. Auf ihm befindet sich eine 11,70 Meter hohe Spitze, welche die Gesamthöhe des Bauwerks auf 173,45 Meter erweitert und ihn damit zum höchsten Bauwerk in Sussex macht. Das Prinzip der entlang eines schlanken Turmes und diesen umgreifenden auf- und abfahrbaren Plattform wurde vom Gyro-Tower übernommen.

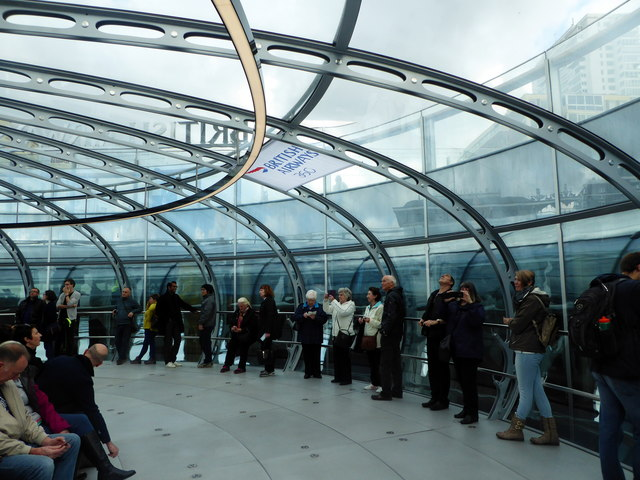
Blick ins Innere der Aussichtskabine

Die Stahlrohrsäule hat einen Durchmesser von 3,9 Metern. Sie ist von der Aussichtskabine und deren ebenfalls ringförmigem Fahrgestell umgeben. Das Fahrgestell wird in vier Nuten im Umfang des Turmes bis auf eine maximale Höhe von 138 Metern geführt. Die Glashülle der Kabine hat annähernd die Form eines abgeplatteten Rotationsellipsoids (Außendurchmesser etwa 18 Meter, Höhe 4,70 Meter), das in der Mitte zylindrisch durchbrochen ist.  Ihre Nutzlast beträgt 15 Tonnen (entspricht 200 Personen mit je 75 kg durchschnittlichem Gewicht), und sie enthält eine Bar. Kabine und Fahrgestell wiegen zusammen 93 Tonnen (73 plus 20 Tonnen).
Die Hülle der Gondel besteht aus 24 Segmenten, die sich aus gebogenen Glaselementen zusammensetzen. Zwei Segmente sind mit Schiebetüren zum Ein- und Ausstieg ausgestattet. Ein Höhen-/Breitenverhältnis von über 40:1 macht das Bauwerk zum schlanksten Turm der Welt. Die Kabine wurde von Poma gebaut und wird mit Seilbahntechnologie entlang des Schachts angehoben bzw. abgesenkt. Im Inneren der Stahlsäule sind Gegengewichte untergebracht. Etwa 50 % der für den Aufstieg der Gondel benötigten Energie wird während der Fahrt nach unten zurückgewonnen, gemäß anderen Quellen sollen es sogar über 60 % sein. Die Aussichtsgondel bewegt sich auf- wie abwärts mit einer konstanten Geschwindigkeit von 0,4 Metern pro Sekunde und wird von einem 160 kW starken Motor angetrieben. Um das Beschlagen in der verglasten Kanzel sowie Kälte- und Zugerscheinungen zu verhindern, sorgen zwölf Luftschleieranlagen im Kleinstformat für die notwendige Luftzirkulation und können stündlich bis zu 2150 Kubikmeter Luft umsetzen. Die zwischen 1 Meter und 1,5 Meter langen Anlagen im oberen Kanzelbereich werden von einem verzinkten Stahlgehäuse kaschiert und sorgen mit einer thermischen Leistung von 9 kW auch im Winter für angenehme Temperaturen.

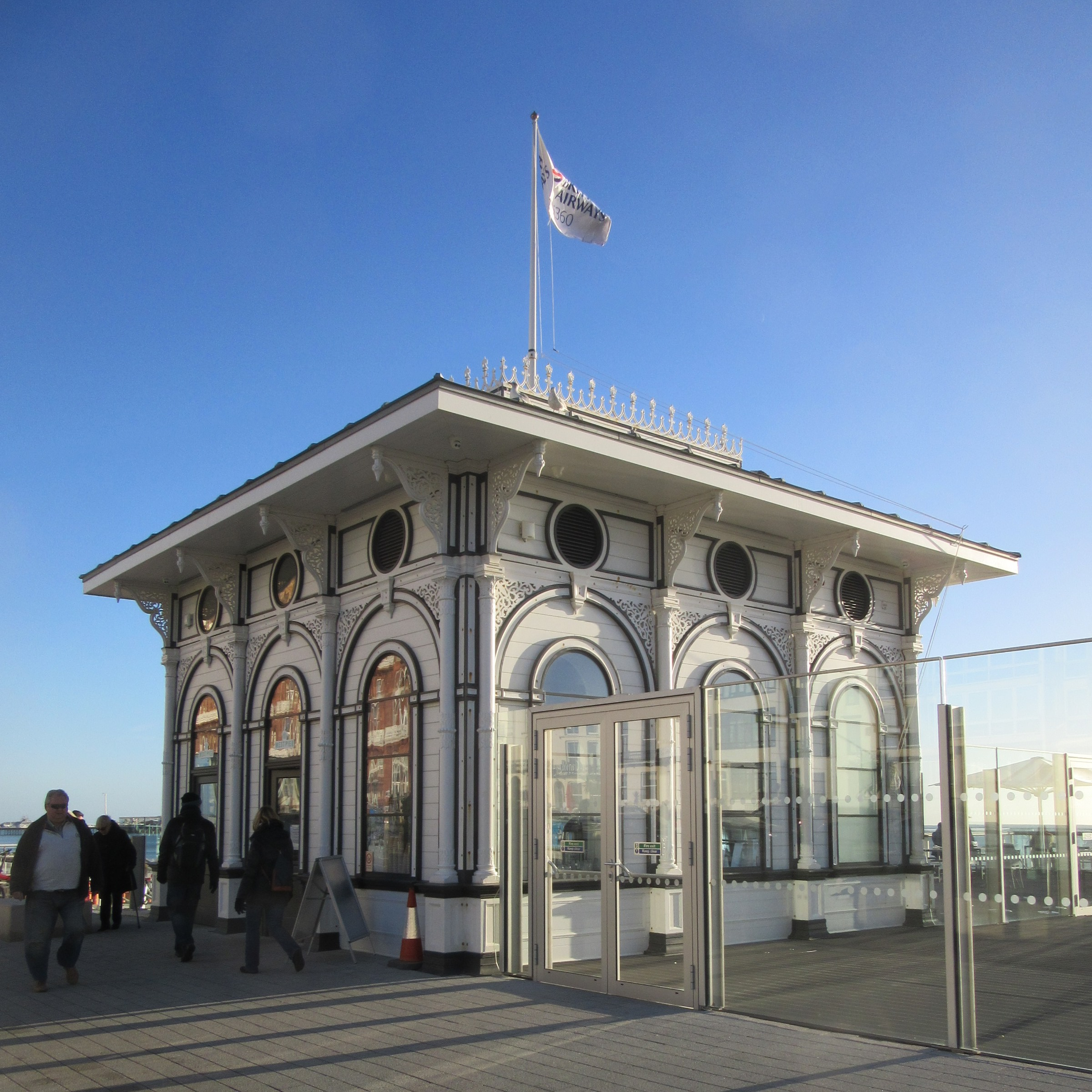
Das Zahlhäuschen

Am Fuß des Turms befindet sich ein quaderförmiges, eingeschossiges Basisgebäude (The beach building), das sich optisch als Verlängerung des Regency Square darstellt. Dieses Gebäude überbrückt den Höhenunterschied zwischen Strand und dem Straßenniveau der King’s Road. Das Flachdach ist begehbar und mit einer Reling umgeben. In der Mitte des Daches befindet sich der Ein- und Ausstieg der fahrbaren Kanzel und zwei Nachbauten der West-Pier-Zahlstellen wurden auf dem Dach platziert. Sie sind eine leicht modernisierte Reminiszenz an die traditionsreichen Bauten aus dem Jahr 1866, die fast an der gleichen Stelle am Zugang zum West Pier standen.
Um den Turm auch bei starken Winden stabil zu halten, wirken wie im London Eye rund drei Tonnen schwere Schwingungsdämpfer der Windbewegung entgegen, die je nach Situation unterschiedlich betrieben werden können. Die Dämpfer enthalten kleine Behälter aus rostfreiem Stahl die zur Hälfte mit einer frostsicheren Flüssigkeit gefüllt sind. Ihre Form variiert, damit sie in unterschiedlichen Frequenzen schwingen. Insgesamt 50 dieser Dämpfungselemente wurden auf drei unterschiedlichen Ebenen des Turms verteilt. Die meisten sitzen am obersten Teil des Turmschafts, da dort die höchste Dämpfungskraft benötigt wird.

## Nutzung

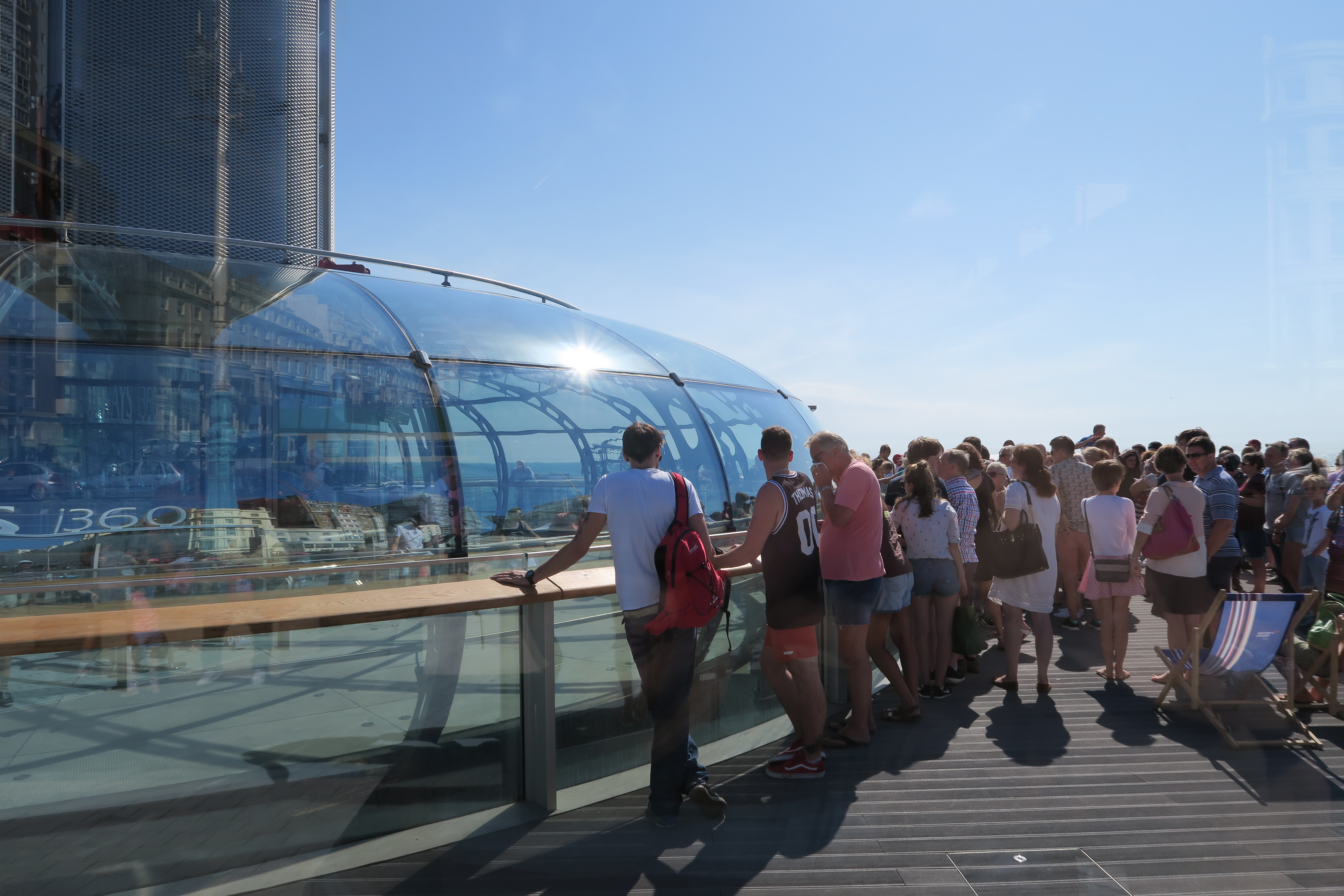
Wartende Besucher vor dem British Airways i360

Das Strandgebäude an der Basis ist so konzipiert, dass es außer dem Hauptzweck als Aussichtsturm auch einen Souvenirladen und ein Restaurant (Belle Vue) bietet. Ein Raum soll Kunstausstellungen vorbehalten bleiben und weitere Räumlichkeiten für Veranstaltungen und Feierlichkeiten zur Verfügung stehen. Für Veranstaltungen bietet es je nach Bedarf Platz für 10 bis 800 Personen. Die Räumlichkeiten des Turms können ebenso für das Abhalten von Hochzeiten verwendet werden. Auch ein Kinder- und Spielbereich wurde im Strandgebäude 2017 fertiggestellt.
Abends öffnet in der Aussichtsgondel die Nyetimer Sky Bar. Aus diesem Grund wurde die Verweildauer auf 30 Minuten ausgedehnt. Eines der wieder aufgebauten Zahlstellenhäuschen auf dem Dach des Strandgebäudes wird als Teehaus genutzt. Sowohl das Basishaus als auch der Aussichtsturm sind barrierefrei zugänglich.
Aufgrund niedriger Besucherzahlen baten die Betreiber 2018 um erleichterte Bedingungen zur Rückzahlung des Kredits.
Ab August 2016 hatte der Turm nur rund 500.000 Besucher, anstelle der erwarteten 800.000. Zurückgeführt wurde dies auf das schlechte Wetter sowie die unzuverlässige Eisenbahnverbindung nach London.

## Architektonische Einordnung
Der Brighton i360 ist ein Aussichtsturm, der dem Prinzip und dem Aussehen eines Gyro-Tower ähnelt. Mit seiner fahrbaren Kanzel nimmt er zu anderen Aussichtstürmen eine Sonderstellung ein. Im Gegensatz zum Gyro-Tower, der zudem meist als Fahrgeschäft in Freizeitparks anzutreffen ist, dreht sich die Kanzel des British Airways i360 nicht. Türme mit fahrbaren Kanzeln außerhalb von Freizeitparks sind entsprechend selten.
Außerhalb von Freizeitparks gibt es Gyro-Tower beispielsweise in Rotterdam mit dem 185 Meter hohen Euromast, der eine Kombination eines konventionellen Aussichtsturms mit einer auf seinen Turmkorb aufgesetzten Stahlkonstruktion ist, auf der sich die fahrbare Aussichtskanzel befindet. Der 2012 eröffnete, 53 Meter hohe Gyro-Turm Jurassic Skyline im südwestenglischen Weymouth, der ebenfalls nicht Teil eines Freizeitparks ist, ist am ehesten mit dem Brighton i360 zu vergleichen. Der Turm in Weymouth wurde allerdings 2017 nach einem technischen Zwischenfall mit einhergehender Personenrettung und wegen zuvor zurückgegangener Besucherzahlen permanent geschlossen, an einen anderen Betreiber verkauft und soll abgebaut werden.

## Rezeption

### Irritationen um den Weltrekord

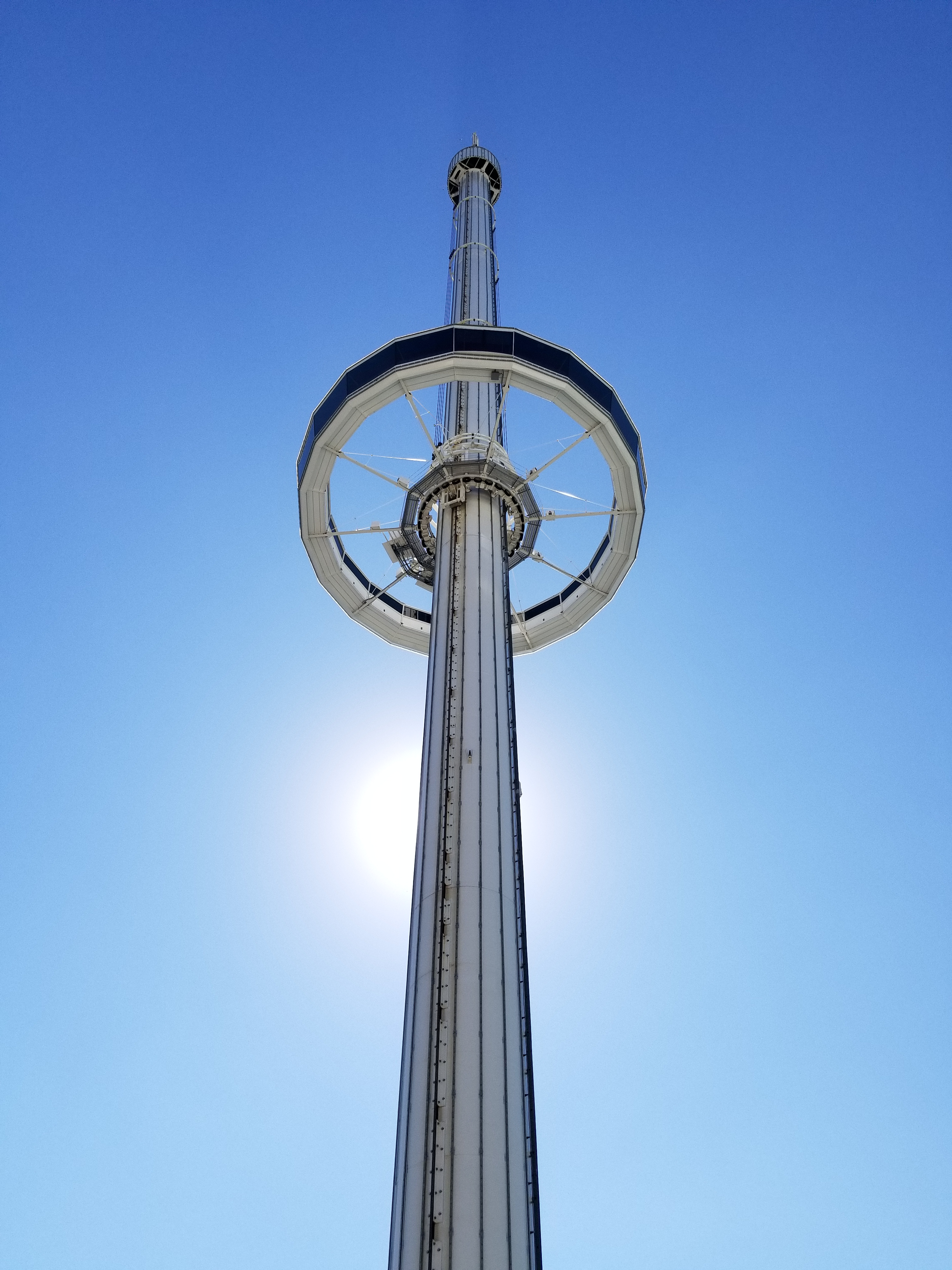
Top o’ Texas Tower

Mit einem Höhen-Breiten-Verhältnis von 41,4 : 1 ist der Turm eine außerordentlich schlanke Konstruktion. Vor der Eröffnung meldeten verschiedene Medien, dass der Brighton i360 der schlankeste Turm sowie der höchste Turm mit verfahrbarer Kanzel sei. Die Meldungen und der Eintrag ins Guinness-Buch der Rekorde erwiesen sich als falsch. Die zwei Ingenieure Tim Ibell von der University of Bath und Pierfrancesco Cacciola von der University of Brighton stellten ein Gesuch für die Anerkennung eines Weltrekordes, was die Grundlage der irrigen Meldungen sein dürfte. Tatsächlich wird der Rekord seit dem 27. September 2013 bereits vom  Top o’ Texas Tower gehalten, der zur State Fair, einem 24-tägigen Volksfest, im texanischen Dallas in der Nähe des Cotton Bowl Stadions errichtet wurde. Sein Höhen-Breiten-Verhältnis übertrifft mit 47,61 : 1 den vom Brighton i360 – allerdings ist er mit 152,4 Metern auch etwas niedriger als der Turm in Brighton und befördert auch maximal nur 100 Fahrgäste.
Einen späteren Versuch des Betreibers, den Brighton i360 als „höchsten Aussichtsturm mit beweglicher Aussichtskanzel“ zu titulieren, scheiterte an der britischen Wettbewerbs-Regulierungsorganisation Advertising Standards Authority (ASA). Die ASA argumentierte, dass es weltweit verschiedene Gegenbeispiele gebe, und führte an, dass es Aussichtstürme mit drehenden Kanzeln gebe; zudem sei der Euromast in Rotterdam ebenfalls ein Turm mit vertikal auffahrender Kanzel.

### Preise und Auszeichnungen

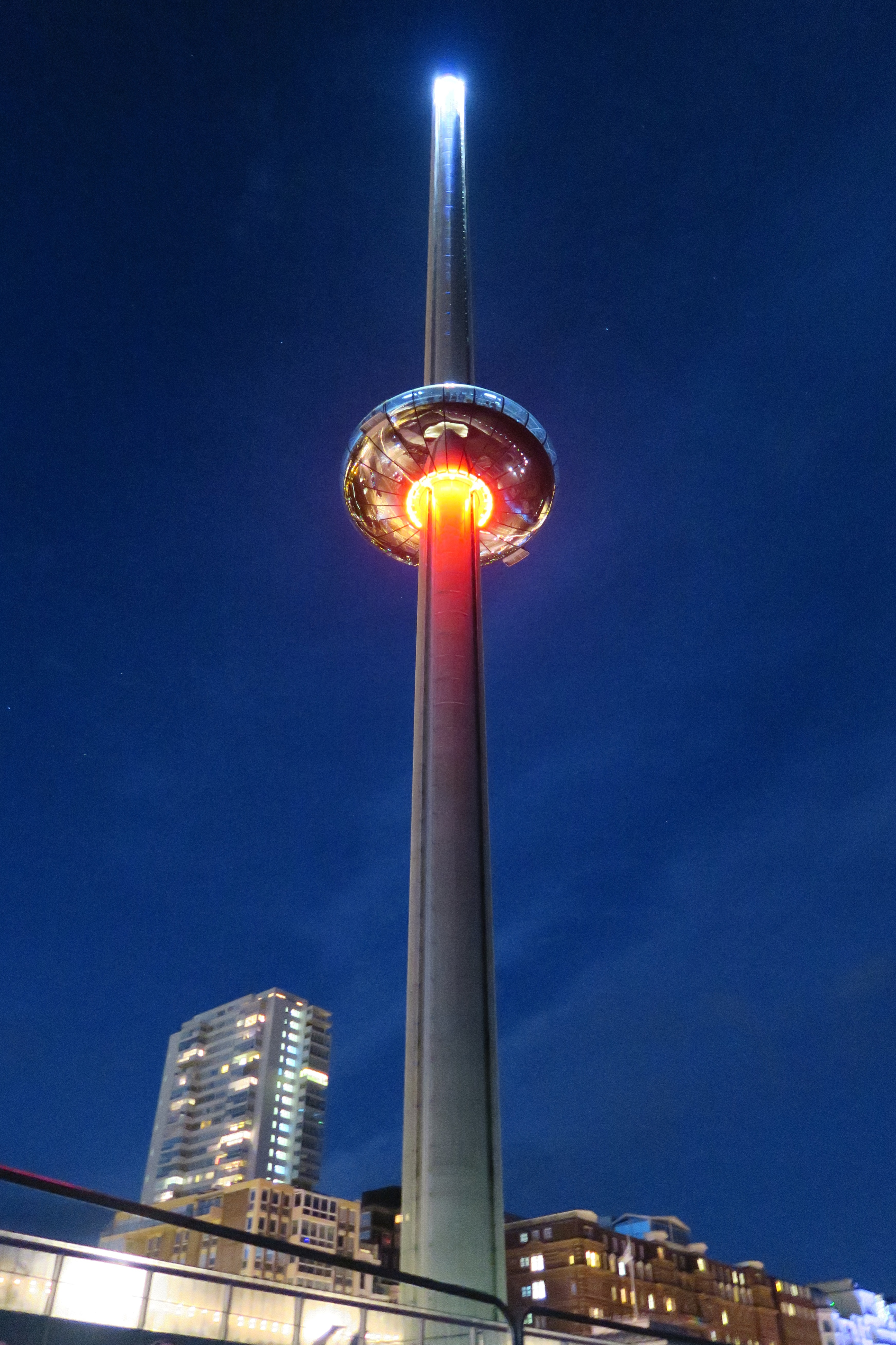
Der abendlich illuminierte i360, links im Hintergrund das Sussex Heights

Seit der Eröffnung des Brighton i360 erhielt das Bauwerk über 20 Preise und Auszeichnungen.
Neben Auszeichnungen im Sektor Tourismus und Wirtschaft erhielt der Turm 2017 den British Construction Industry Award. Gewürdigt wurde damit die innovative bauliche Leistung und das außergewöhnliche Höhen-Breiten-Verhältnis, ebenso das architektonische Design und seine wirtschaftliche Effizienz.
Im selben Jahr wurde der i360 auch Gewinner des vom Institution of Structural Engineers (IStructE) vergebenen Ingenieurpreises Supreme Award for Structural Engineering Excellence. Auch das IStructE würdigte die besondere Bauform, die sogar einen Weltrekord darstelle. Um dies zu erreichen, seien bauliche Innovationen notwendig gewesen, die das Bauwerk geeignet dämpfen. Damit wurde eine Eigenfrequenz von weniger als 0,2 Hertz erreicht. Ebenso wurde die effiziente Bauausführung gelobt sowie die Tatsache, dass über 60 % der notwendigen Energie für die Aufwärtsfahrt durch die vorangegangene Abwährtsfahrt rekuperiert werde. Auch 2017 verlieh das Royal Institute of British Architects einen nationalen Preis. Die nächtliche Beleuchtung des Turms errang 2018 in der Kategorie Beleuchtung den Scottish Design Award.